# Lac Mégantic (meer)
Lac Mégantic is een meer in de Canadese provincie Québec. Het bevindt zich ten zuiden van Québec, in het oosten van Estrie, 6 km van de grens met de Verenigde Staten. De stad Lac-Mégantic ligt aan het noorden van het meer, waar de rivier de Chaudière ontspringt. De dorpen Marston en Piopolis liggen aan de westelijke oever. Aan het zuidelijk einde van het meer ligt een groot broek van 4,7 km² groot. De gemiddelde diepte van het meer bedraagt 16,9 m.
Vóór de aanleg van wegen diende het meer als verbindingsweg tussen Québec en Maine. Tijdens de Amerikaanse Onafhankelijkheidsoorlog in 1775 gebruikten 600 Amerikanen onder leiding van Benedict Arnold het meer op hun weg van Maine naar Québec voor hun invasiepoging van Canada.